# Lipscani

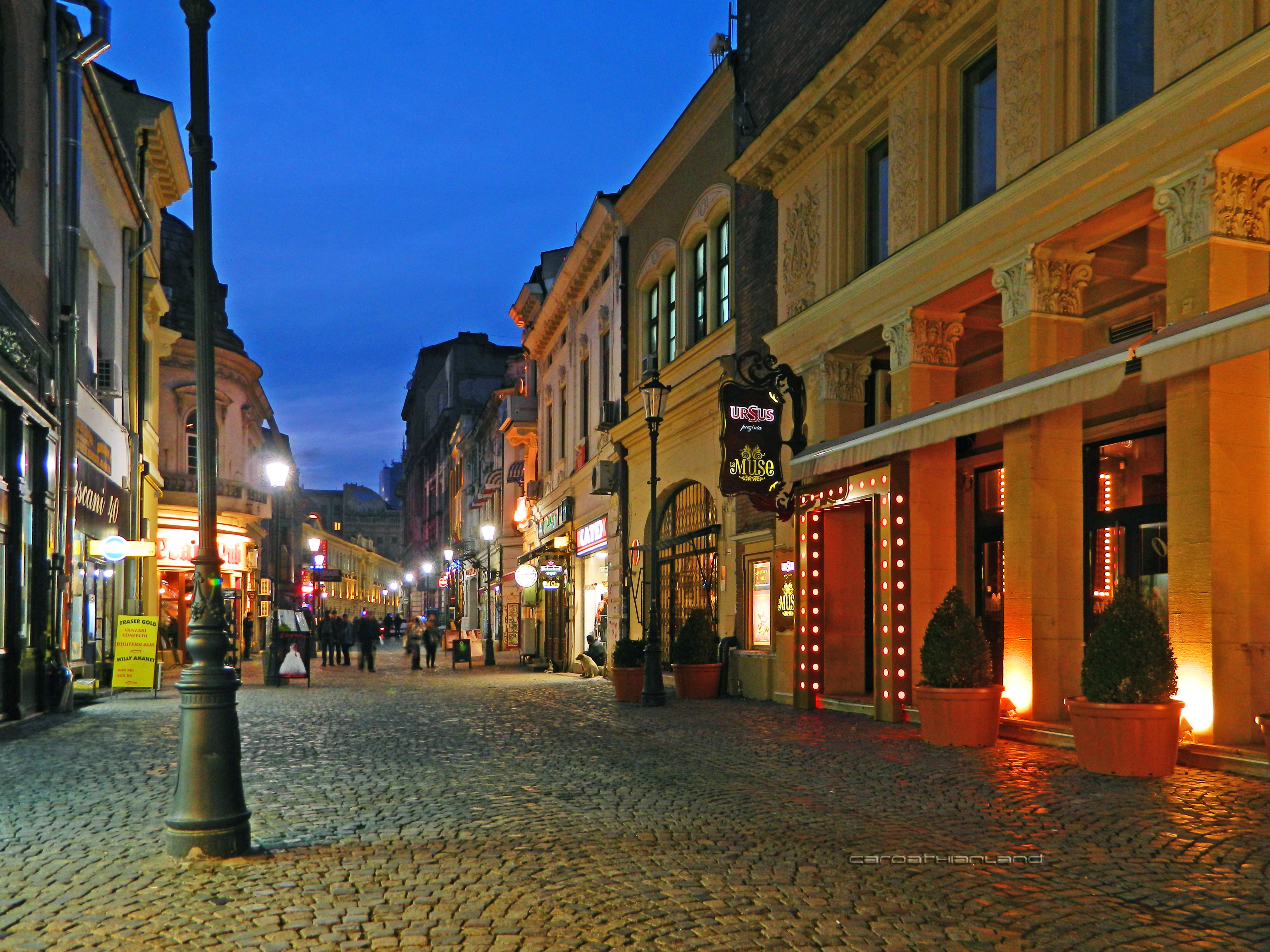
Immagine di Lipscani

Lipscani è una zona di Bucarest, capitale della Romania, e della strada principale della stessa, nell'attuale Settore 3. Non si tratta di un quartiere ufficiale, ma fa parte del quartiere "Centro Civico" (Centru Civic) che comprende la zona denominata "Centro storico" (Centrul istoric).

## Storia
Il nome Lipscani trae origine dalla città di Lipsia (Lipsca nel romeno dell'epoca), provenienza di molti dei mercanti che vi commerciavano articoli prodotti nell'Europa occidentale. Per un certo periodo il termine lipscan fu utilizzato per designare tutti questi mercanti, indipendentemente dalla loro provenienza.
Fin dal Medioevo il quartiere di Lipscani, grazie anche alla sua posizione strategica in vicinanza della Curtea Veche, l'antica corte principesca voluta da Vlad III di Valacchia, fu il centro di tutte le attività commerciali della città, divenuta il centro più importante della Valacchia e sede estiva della Corte, contendendo il ruolo di capitale a Târgoviște.
Oltre alle attività commerciali, il quartiere ospitava numerose locande, costruite soprattutto tra il XVIII e l'inizio del XIX secolo; di queste, ancora tre rimangono attive, ma soltanto una, Hanul lui Manuc, funziona ancora come albergo.

## Caratteristiche
Rimasto sostanzialmente intatto durante il dominio di Nicolae Ceaușescu, sebbene ne fosse stata annunciata la demolizione nell'ambito del progetto destinato a modificare totalmente la struttura della città, interrottosi soltanto con la caduta del regime, il quartiere mantiene la struttura antica, con edifici di altezza limitata, strade di dimensioni ridotte e piccoli negozi, che ne fanno tuttora una zona commerciale. 

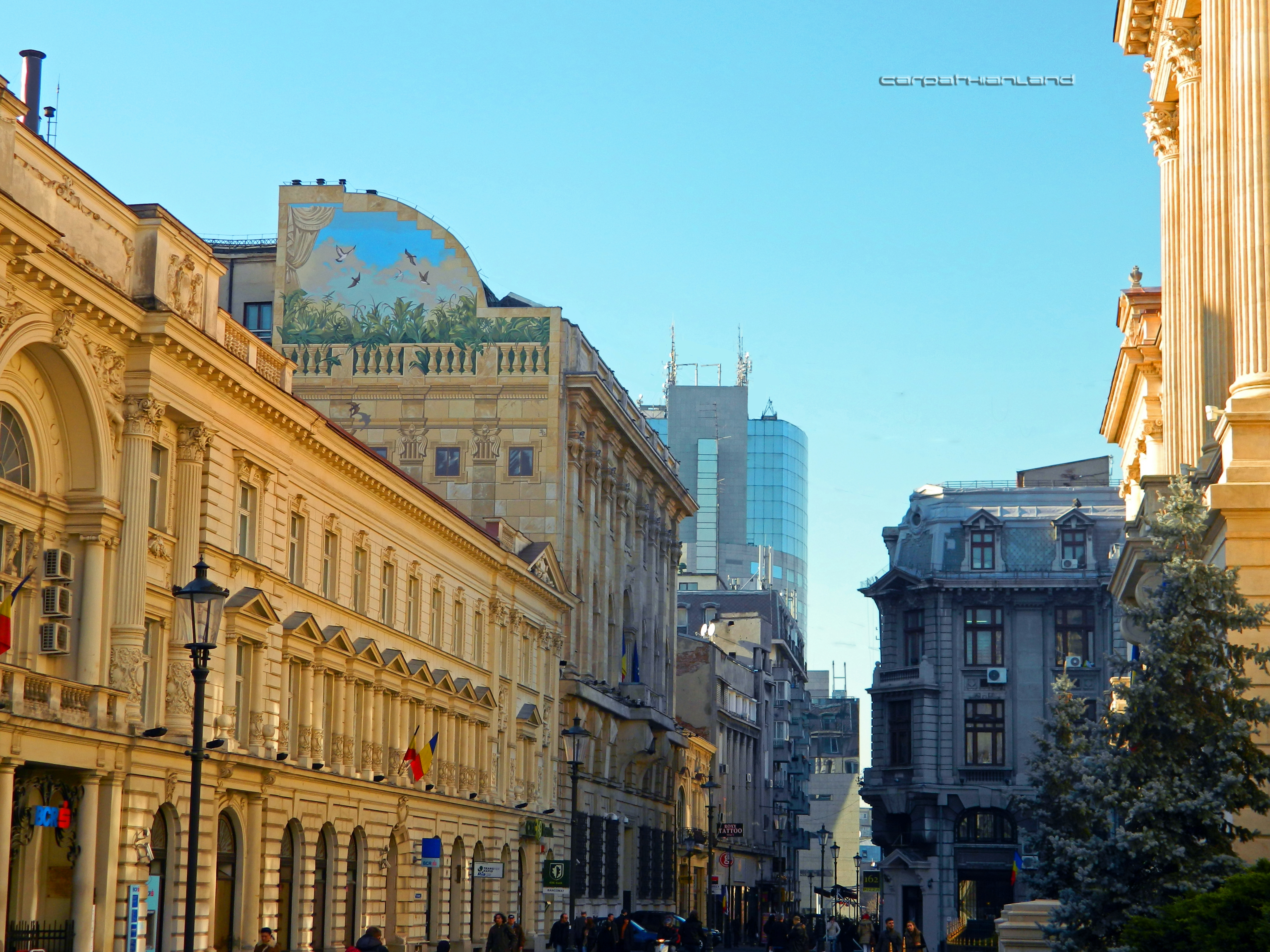
I tetti di Lipscani

Ancora oggi molte delle strade che fanno parte del quartiere portano nomi derivati dalle attività artigianali e commerciali che vi si svolgevano, o da quello della provenienza dei mercanti che vi operavano; vi si trovano infatti, ad esempio:
- Stradă Blănari, strada dei pellicciai
- Stradă Șelari, strada dei sellai
- Stradă Șepcari, strada dei cappellai
- Stradă Gabroveni, strada dei fabbricanti di coltelli
- Stradă Zarafi, strada dei cambiavalute
- Pasajul Francez, passaggio dei francesi
- Stradă Postei, strada della posta

L'annuncio della demolizione del quartiere, anche se mai realmente eseguita, ebbe conseguenze comunque pesanti con l'abbandono da parte degli abitanti di gran parte delle case; molti degli edifici versano in pessime condizioni a causa della mancata manutenzione e soltanto negli ultimi anni il quartiere vede segnali di un lento recupero.
Tra il 2004 ed il 2005 la zona è stata interamente pedonalizzata.